# Eden Books
Eden Books je srpska društvena mreža i servis preko kojeg korisnici mogu da čitaju elektronske knjige i da se povežu sa drugim čitaocima. Može da se koristi na svim iOS i Android uređajima. Eden je u vlasništvu srpskog knjižarskog lanca Delfi knjižara. 
Idejni tvorac Eden Books mreže je Ivan Dabetić, projektni menadžer, e-commerce specijalista i bivši direktor digitalnog sektora u Laguni i Delfi knjižarama.
Eden je trenutno jedna od najpopularnijih mreža za elektronske knjige u Srbiji sa preko 100.000 registrovanih korisnika.

## Naziv
Naziv Eden Books osmišljen je tako da asocira na čitalački raj. Tvorci naziva su imali na umu jedinstveno knjigoljubačko iskustvo koje spaja mogućnost čitanja knjiga u svakom slobodnom trenutku, a da pritom korisnici mogu da kreiraju čitave biblioteke koje „staju u džep“.
Mnoštvo elektronskih knjiga koje su u svakom trenutku dostupne na mobilnom uređaju, jednom ili dva u isto vreme, za mnoge ljubitelje knjige predstavlja pravi raj (Eden, rajsku baštu).

## Istorija
Knjižarski lanac Delfi, u saradnji sa Makedonikom iz Skoplja, lansirao je u oktobru 2018. aplikaciju Delfi knjižare koja je bila u opticaju do jula 2020. godine, sa registrovanih 30.000 korisnika iz Srbije i regiona. Posle tog pilot projekta, a na osnovu korisničkog iskustva, Ivan Dabetić je osmislio aplikaciju Eden Books koja je lansirana avgusta 2020. u beta verziji.
Ivan je aplikaciju za iOS i Android razvijao sa agencijom Euroart93 skoro 12 meseci. Finalna verzija aplikacije izašla je u januaru 2021. godine.

## Sadržaj
Trenutno je u ponudi preko 1.200 naslova izdavačke kuće Laguna, a do kraja 2021. godine je u planu da se nađu i naslovi drugih izdavača iz Srbije, Hrvatske i Makedonije.
Pored knjiga na srpskom jeziku, u okviru aplikacije postoje i knjige na engleskom, francuskom, italijanskom, nemačkom i ruskom jeziku.
Katalog ponuđenih naslova sadrži objavljene prevode na srpski stranih knjiga, klasika i domaćih autora. Naslovi izdavačke kuće Laguna se redovno ažuriraju, i u ponudi su najnovija izdanja stranih i domaćih autora. 

## Funkcionalnosti
Svi korisnici imaju mogućnost da preuzmu 10 besplatnih naslova kako bi isprobali samu aplikaciju. Van tih 10 besplatnih, ostale knjige se mogu preuzeti i čitati u okviru aplikacije na jedan od dva načina/paketa:
- — korisnik može da kupi pojedinačne naslove po upola manjoj ceni u odnosu na štampano izdanje. U tom slučaju, fajl knjige ostaje u trajnom vlasništvu korisnika na uređaju na kome je preuzeo sadržaj.
- — korisnik može da se pretplati na mesečnom nivou i dok god traje mesečna pretplata, može čitati sve naslove u ponudi. Nakon isteka pretplate, korisnik više nije u mogućnosti da čita knjige, sve dok ne obnovi pretplatu.[5]

Eden Books mogu da koriste čitaoci ne samo u Srbiji nego i u regionu, ali i u celom svetu. Korisnici mogu čitati preuzete naslove i u oflajn režimu, a postoji opcija čitanja u dnevnom i noćnom režimu. Pored toga, aplikacija nudi i druge opcije kao što su obeležavanje omiljenih citata, pretragu nepoznatih pojmova pomoću ugrađenih Gugl i Vikipedija alata jednostavnim obeležavanjem reči ili rečenica i izborom pomoćnog menija.
U okviru aplikacije postoje različite kolekcije knjiga: Knjige za odmor, Knjige do 200 strana, Knjige do 300 dinara, Besplatne knjige, Filmovane knjige, Knjige o kojima se priča, Amerikana, a tu su i kolekcije knjiga za decu (Mala Laguna) i top-liste najčitanijih naslova. Kolekcije su osmišljene tako da olakšaju korisnicima izbor naslova, da na osnovu neke teme ili nekod drugog filtera brže izaberu naslov koji bi im najviše odgovarao za čitanje.
Pored toga, Eden Books razvija i algoritam preko kojeg korisnici mogu da razmenjuju poruke, da se povežu sa drugim korisnicima, na osnovu broja zajedničkih prijatelja ili ukoliko imaju isti broj pročitanih knjiga sa drugim korisnicima, ili vole iste autore.

## Plaćanja
Glavni model plaćanja u Eden aplikaciji se vrši kroz WSPay sistem kartičnim plaćanjem Visa, MasterCard i Maestro. Korisnici karticom mogu da kupuju pojedinačne knjige ili pretplatu, takođe imaju izbor da zapamte karticu i da njihovi podaci budu potpuno sigurni. 
Drugi model plaćanja jeste kroz operatora A1 – pripejd i postpejd korisnici ove mobilne mreže mogu da izvrše pojedinačna plaćanja ili kupovinu pretplate.
Android korisnici mogu da izvrše plaćanje kroz aplikaciju ili putem sajta, prijavljivanjem sa istim pristupnim podacima. Korisnici iOS uređaja mogu isključivo preko sajta edenbooks.rs izvršiti plaćanje, dok se čitanje i preuzimanje knjiga obavlja kroz aplikaciju Eden Books, pristupajući sa istim podacima. 

## Nagrade
Redakcija časopisa PC Press, srpskog štampanog medija posvećenog novim tehnologijama, dodelila je 2021. priznanje aplikaciji Eden Books u kategoriji Mobilne aplikacije.

## Spoljašnje veze
Zvanični veb-sajt